# Saab 19
Saab 19, ursprungligen känd som ASJA L-12 och senare under den militära beteckningen J 19, var ett svenskt konventionellt jaktflygplanprojekt konstruerat av Svenska Järnvägsverkstädernas Aeroplanavdelning och senare övertaget av Svenska Aeroplan Aktiebolaget från slutet av 1930-talet. 
Konstruktionen var ett konventionellt lågvingat enmotorigt jaktflygplan med stjärnmotor i helmetall. Planet hade vissa likheter med japanska jaktflygplanet Mitsubishi A6M Zero.

## Bakgrund
Det svenska jaktflygets huvudbeväpning 1938 var Gloster Gladiator (J 8) som hade börjat tjänstgöra i flygvapnet 1936, typen var omodern och dess förmåga att bekämpa modernt jakt- och bombflyg var begränsad. Därför började man på ASJA utveckla en ny modern jaktplansprototyp för att ersätta det omoderna J 8, flygplanet fick benämningen L 12. När Saab och ASJA gick ihop 1939 tog Saab över utvecklingen. I september 1939 hade man kommit så långt att man kunde lägga fram ett konkret förslag. Kort därefter får flygplanet benämningen J 19. 
Efter hand som kriget utvecklades stod det klart 1940 att man inte skulle ha möjlighet att realisera planerna. Det var tänkt att utrusta planen med den brittiska motorn Bristol Taurus, men eftersom den brittiska krigsmakten behövde alla motorer själva var det en omöjlighet. Istället tänkte man använde den amerikanska Pratt & Whitney R-1830 Twin Wasp, men amerikanska krigsmakten ansåg sig senare behöva alla tillgängliga motorer till sitt eget flyg och man kom därför till en återvändsgränd.
Den svenska flygmotorindustrin var ännu ung och hade ännu inte kapacitet att tillverka erforderlig mängd motorer till det svenska flyget. Inte ens 1942 när J 22 skulle tillverkas kunde man leverera Twin Wasp-motorer i tid utan behövde istället köpa motorer från Tyskland som de erhållit som krigsbyte efter ockupationen av Frankrike. Saab beslutade därför att lägga ned projektet och satsa helhjärtat på att utveckla B 17 och B 18 istället.
J 19 skulle varit ett modernt jaktplan av konventionell design tillverkat helt i metall. Hade man kunnat kringgå motorbristen och färdigutveckla flygplanet hade man haft ett modernt jaktplan tidigt i kriget och inte behövt förlamas av omöjligheten att importera modernt jaktflyg ifrån utlandet. Istället för att sätta alla sina förhoppningar till att få licenstillverka det tyska jaktplanet Bf 109 hade man haft ett modernt jaktplan och inte behövt genomföra den sent komna nödlösningen J 22. SAAB började dock 1941 utveckla två nya jaktplan, J 21 och J 23. J 21 utvaldes för serietillverkning och produktionen kom igång 1945.